# الفهمية
قرية الفهمية هي إحدى القرى التابعة لمركز طامية في محافظة الفيوم في جمهورية مصر العربية. حسب إحصاءات سنة 2006، بلغ إجمالي السكان في الفهمية 9740 نسمة، منهم 5087 رجل و4653 امرأة.